# اونگیلسان
اونگیلسان (به لاتین: Ungilsan) یک کوه در کره جنوبی است که در کره جنوبی واقع شده‌است. اونگیلسان ۶۱۰٫۲ متر بالاتر از سطح دریا واقع شده‌است.